# Keşkek
A Keşkek (más írásmóddal: Kashkak, vagy Kashkek) egy hagyományos húsétel, amely csirkehúsból, vagy más háziállat húsából, búza, vagy árpa felhasználásával készített pörkölt. A török konyha, az iráni konyha és a görög konyha egyik étele. 2011-ben az UNESCO a török szellemi kulturális örökség részévé nyilvánította.
Iránban és az ún. Nagy-Szíriában már a 15. században leírták ennek az ételnek a fogyasztását. Az iráni diaszpóra világszerte élő tagjai napjainkban is gyakran fogyasztják. A keşkek a kashk, azaz a birkatejből készült tejtermékekkel függ össze, melyet búzaliszthez, vagy árpaliszthez adagolnak és húst tesznek hozzá, egyenlő arányban. Törökországban a keşkek hagyományos reggeli étel esküvőkön. Görögországban, Leszbosz és Számosz szigetén fesztivál idején fogyasztják. Itt κεσκέκ, κεσκέκι és κισκέκ néven ismerik.
Lezbosz szigetén ezt az ételt nyári estéken készítik, amikor az áldozati bikát már leölték és annak húsát egész éjjel főzik, majd másnap búzával fogyasztják.
Északkelet- és Közép-Anatóliában  "haşıl" néven ismert étel. Törökországban és Iránban gyakran készítik el, főleg esküvők, fesztiválok és temetések alkalmával. A keşkek nagyon hasonló az örmény harisszához.

## Fordítás
Ez a szócikk részben vagy egészben  a   Keşkek című angol Wikipédia-szócikk ezen változatának fordításán alapul.  Az eredeti cikk szerkesztőit annak laptörténete sorolja fel. Ez a jelzés csupán a megfogalmazás eredetét és a szerzői jogokat jelzi, nem szolgál a cikkben szereplő információk forrásmegjelöléseként.